# Deltentosteus
A Deltentosteus a csontos halak (Osteichthyes) főosztályának a sugarasúszójú halak (Actinopterygii) osztályába, ezen belül a sügéralakúak (Perciformes) rendjébe, a gébfélék (Gobiidae) családjába és a Gobiinae alcsaládjába tartozó nem.

## Rendszerezés
A nembe az alábbi 2 faj tartozik:
- Deltentosteus collonianus (Risso, 1820)
- Deltentosteus quadrimaculatus (Valenciennes, 1837) - típusfaj